# Jappo Olympique de Guédiawaye
Actualités
La section féminine du Jappo Olympique de Guediawaye (anciennement Sirènes de Grand-Yoff) est un club féminin de football sénégalais basé à Grand Yoff.

## Histoire
En 2012, les Sirènes dominent les Aigles de la Médina aux tirs au but en finale du championnat. Les Sirènes remportent leur cinquième titre de championnes en 2013. La saison suivante, elles ajoutent un sixième sacre, en battant les Amazones de Grand-Yoff aux tirs au but en finale.
Après trois années sans trophée, les Sirènes renouent avec le titre en 2018, en battant le Lycée Ameth Fall de Saint Louis en finale, toujours aux tirs au but.
En 2023, les Sirènes échouent à remporter le championnat, terminant derrière l'AS Dakar Sacré-Cœur, mais soulèvent la coupe en battant les Amazones 2-0 en finale.
En 2024, le club devient la section féminine du Jappo Olympique de Guediawaye.

## Palmarès
- Championnat du Sénégal (12) :
  - Champion en 2001, 2002, 2004, 2005, 2006, 2009, 2010, 2011, 2012, 2013, 2014, 2018[9].

- Coupe du Sénégal (6) :
  - Vainqueur en 2003, 2004, 2010, 2015, 2016[10], 2023[11].

## Rivalités
Les Sirènes de Grand-Yoff disputent le derby de Grand Yoff face aux Amazones de Grand-Yoff.